# Blue Moods
Blue Moods è un album di Miles Davis pubblicato dalla Debut Records nel 1955.

## Il disco
Blue Moods fu l'unico disco realizzato da Miles Davis per l'etichetta Debut fondata da Charles Mingus e fu anche il primo LP a 12 pollici della label.
Le registrazioni, effettuate il 9 luglio del 1955 presso lo studio di Rudy van Gelder, furono realizzate con una formazione atipica che comprendeva proprio Mingus al contrabbasso, Elvin Jones alla batteria, il vibrafonista Teddy Charles e il trombonista Britt Woodman.
Teddy Charles, polistrumentista e compositore, era al tempo considerato un innovatore vicino agli ambienti più colti del jazz newyorkese e al cool jazz. Woodman era un amico d'infanzia di Mingus che all'epoca suonava nell'orchestra di Duke Ellington. Elvin Jones era il più giovane di tre fratelli tutti noti jazzisti: il trombettista Thad, che era con l'orchestra di Count Basie, e Hank, pianista presente in decine di dischi dell'epoca come sideman. Anni dopo il batterista avrebbe fatto parte del celebre quartetto di John Coltrane. I quattro standard registrati furono arrangiati da Charles salvo Alone Together arrangiata da Mingus.
Davis non fu molto soddisfatto del risultato della registrazione. «Non scattò quel qualcosa, non si accese la scintilla e infatti non c'era nessun fuoco in quel nostro modo di suonare.» Secondo alcuni critici la presenza di due "prime donne" dal carattere forte come Davis e Mingus frenò i musicisti e non permise di raggiungere il risultato che l'incontro tra due esponenti così importanti del jazz dell'epoca sembrava promettere.

## Tracce
Lato A
1. Nature Boy - (Eden Ahbez) - 6:14
2. Alone Together - (Howard Dietz, Arthur Schwartz) - 7:17

Lato B
1. There's No You - (Tom Adair, Hal Hopper) - 8:06
2. Easy Living - (Ralph Rainger, Leo Robin) - 5:03

## Formazione
- Miles Davis - tromba
- Britt Woodman - trombone
- Teddy Charles - vibrafono
- Charles Mingus - contrabbasso
- Elvin Jones - batteria

## Edizioni
- 1955 – LP, Debut Records DEB 120
- 1962 – LP, Fantasy Records 6001, riedizione con copertina diversa
- 1973 – Collector's Items, LP (doppio), Prestige Records PR 24022, compilation che contiene l'album in versione stereo e la riedizione di Collectors' Items oltre a due brani provenienti da Conception
- 1983 – LP, Original Jazz Classics Fantasy Records OJCCD 043
- 1990 – CD, Original Jazz Classics Fantasy Records OJCCD 043-2
- 2000 – CD, ZYX Music OJC20 043-2, edizione rimasterizzata a 20 bit